# Конклав 2025
41°54′11″ пн. ш. 12°27′16″ сх. д. / 41.903055555556° пн. ш. 12.454444444444° сх. д.
Конкла́в 2025 року — вибори 267-го Папи Римського, наступника Папи Франциска, який помер 21 квітня 2025 року. Конклав розпочався 7 травня 2025 року і тривав 2 дні, завершившись 8 травня обранням кардинала Роберта Френсіса Прево новим Папою Римським Левом XIV.

## Передумови
Папа Франциск помер о 7:35 ранку 21 квітня 2025 року у віці 88 років. У висновку про смерть головний лікар Ватикану Андреа Аркангелі засвідчив, що у Папи стався інсульт, який призвів до коми і, як наслідок, зупинки серця.
За день своєї смерті, 20 квітня, Франциск взяв участь у великодніх заходах. Хоча він і не проводив великоднє богослужіння, делегувавши цей обов'язок кардиналові Анджело Комастрі, проте він з'явився на площі Святого Петра у папамобілі, щоб привітати вірян, а після меси звернувся до вірних з благословенням Urbi et Orbi з балкону собору Святого Петра. Пізніше Франциск прийняв віце-президента США Джей Ді Венса в своїй резиденції Будинку Святої Марти; зустріч тривала кілька хвилин, під час якої папа та американський віце-президент обмінялися великодніми привітаннями.
Протягом останніх років свого понтифікату Папа Франциск страждав від проблем медичного характеру.
14 лютого Франциска було госпіталізовано до університетської клініки Агостіно Джемеллі в Римі через бронхіт. Напередодні госпіталізації, вранці, він провів аудієнції з прем'єр-міністром Словаччини Робертом Фіцо та CEO CNN Марком Томсоном, хоча й мав утруднене диханням і не міг довго говорити.
Після госпіталізації Франциск вперше з'явився на публіці 23 березня, в день своєї виписки з лікарні, де протягом 38 днів лікувався від двосторонньої пневмонії. Лікарі Папи зауважили, що хоча Франциск вилікувався від пневмонії, проте його відновлення може затягнутися до двох місяців; лікар Сержіо Алф'єрі зауважив, що під час лікування двічі мали місце «дуже критичні епізоди», які могли поставити життя Франциска під загрозу.

## Процедура виборів
Колегія кардиналів має зібратися невдовзі після смерті Папи Франциска в Сікстинській капелі для проведення дебатів та голосування за нового очільника Католицької церкви. Вибори проводяться таємно, і на час конклаву кардинали лишаються замкненими в Сікстинській капелі без контактів із зовнішнім світом, окрім переміщень на автобусі між місцем свого тимчасового розміщення в Будинку Святої Марти та Сікстинською капелою.
Кардинали-виборники приносять присягу дотримуватись секретності виборів Папи так само, як і обслуговуючий їх персонал: лікарі, кухарі, водії та покоївки.
Право голосу мають лише кардинали віком до 80 років. Голосування відбувається двічі на день (уранці та вдень) і триває доти, доки одну з кандидатур не підтримає щонайменше дві третини учасників голосування. Після кожної сесії виборчі картки спалюються в комині з додаванням речовини, яка забарвлює дим у чорний, що сигналізує про необрання Папи, чи білий колір, який свідчить, що церква отримала нового голову.
Якщо після 30 сесій голосування жодна з кандидатур не отримує належної підтримки, то Папа обирається простою більшістю голосів. Після кожних семи сесій голосування конклав переривається на день відпочинку, проте кардинали не полишають Сікстинської капели.

## Папабілі
Папабілі — неофіційний термін, яким називають кардиналів, які є фаворитами на те, щоб стати Папою. Після смерті Папи Франциска світова преса прогнозує, що один з нижче наведених ієрархів очолить Католицьку церкву:
| Портрет | Ім'я                     | Громадянство                  | Посада                                                                 | Коли і ким призначений кардиналом | Вік                        | Примітки               |
| ------- | ------------------------ | ----------------------------- | ---------------------------------------------------------------------- | --------------------------------- | -------------------------- | ---------------------- |
|         | Крістоф Шенборн          | Австрія                       | архієпископ Відня                                                      | 21 лютого 1998 (Іван Павло II)    | 22 січня 1945 (80 років)   | [ 13 ]                 |
|         | Пітер Тарксон            | Гана                          | голова Папської академії наук                                          | 21 жовтня 2003 (Іван Павло II)    | 11 жовтня 1948 (76 років)  | [ 14 ]                 |
|         | Робер Сара               | Гвінея                        | префект Дикастерії богослужіння і дисципліни таїнств у 2014—2021 роках | 20 жовтня 2010 (Бенедикт XVI)     | 15 червня 1945 (79 років)  | [ 15 ]                 |
|         | Фрідолен Амбого Бесунгу  | Демократична Республіка Конго | архієпископ Кіншаси                                                    | 5 жовтня 2019 (Франциск)          | 24 січня 1960 (65 років)   | [ 16 ]                 |
|         | Хуан Хосе Омелья Омелья  | Іспанія                       | архієпископ Барселони                                                  | 28 червня 2017 (Франциск)         | 21 квітня 1946 (65 років)  | [ 17 ]                 |
|         | Клаудіо Гуджеротті       | Італія                        | префект Дикастерії у справах східних церков                            | 30 вересня 2023 (Франциск)        | 7 жовтня 1955 (69 років)   |                        |
|         | Маттео Дзуппі            | Італія                        | архієпископ Болоньї                                                    | 5 жовтня 2019 (Франциск)          | 11 жовтня 1955 (69 років)  | [ 18 ]                 |
|         | П'єтро Паролін           | Італія                        | Державний секретар Святого Престолу                                    | 22 лютого 2014 (Франциск)         | 17 січня 1955 (70 років)   | [ 19 ]                 |
|         | П'єрбаттіста Піццабалла  | Італія                        | Латинський патріархат Єрусалима                                        | 30 вересня 2023 (Франциск)        | 21 квітня 1965 (60 років)  | [ 18 ]                 |
|         | Марк Уелле               | Канада                        | префект Дикастерії у справах єпископів у 2010—2023 роках               | 21 жовтня 2003 (Іван Павло II)    | 8 червня 1944 (80 років)   | [ 13 ]                 |
|         | Жан-Клод Голлеріх        | Люксембург                    | архієпископ Люксембурга                                                | 5 жовтня 2019 (Франциск)          | 9 серпня 1958 (66 років)   | [ 20 ]                 |
|         | Маріо Грек               | Мальта                        | генеральний секретар Синоду єпископів                                  | 28 листопада 2020 (Франциск)      | 20 лютого 1957 (68 років)  | [ 21 ]                 |
|         | Чарльз Маун Бо           | М'янма                        | архієпископ Янгона                                                     | 14 лютого 2015 (Франциск)         | 29 жовтня 1948 (76 років)  |                        |
|         | Рейнгард Маркс           | Німеччина                     | єпископ Мюнхена і Фрайзінга                                            | 20 листопада 2010 (Бенедикт XVI)  | 21 вересня 1953 (71 рік)   | [ 13 ]                 |
|         | Жозе Толентіно Мендонса  | Португалія                    | префект Дикастерії культури і освіти                                   | 5 жовтня 2019 (Франциск)          | 15 грудня 1965 (59 років)  | [ 15 ]                 |
|         | Тімоті Долан             | США                           | архієпископ Нью-Йорка                                                  | 18 лютого 2012 (Бенедикт XVI)     | 6 лютого 1950 (75 років)   |                        |
|         | Роберт Френсіс Прево     | США                           | префект Дикастерії у справах єпископів                                 | 30 вересня 2023 (Франциск)        | 14 вересня 1955 (69 років) | обраний Папою римським |
|         | Джозеф Тобін             | США                           | архієпископ Ньюарка                                                    | 19 листопада 2016 (Франциск)      | 3 травня 1952 (73 роки)    | [ 17 ]                 |
|         | Петер Ерде               | Угорщина                      | архієпископ Естергом-Будапешта та примас Угорщини                      | 21 жовтня 2016 (Іван Павло II)    | 25 червня 1952 (72 роки)   | [ 23 ]                 |
|         | Луїс Антоніо Гокім Тагле | Філіппіни                     | про-префект секцій Першої євангелізації Дикастерії євангелізації       | 24 листопада 2012 (Бенедикт XVI)  | 21 червня 1957 (67 років)  | [ 24 ]                 |
|         | Жан-Марк Авелін          | Франція                       | архієпископ Марселя                                                    | 27 серпня 2022 (Франциск)         | 26 грудня 1958 (66 років)  | [ 25 ]                 |
|         | Андерс Арбореліус        | Швеція                        | єпископ Стокгольма                                                     | 28 червня 2017 (Франциск)         | 24 вересня 1949 (75 років) | [ 23 ]                 |

## Статистика Конклаву 2025 року
| Тривалість           | 2 дні                |
| Число голосувань     | 4                    |
| Виборці              | 135                  |
| -------------------- | -------------------- |
| Були відсутніми      | 2                    |
| Присутні             | 133                  |
| Африка               | 17                   |
| Південна Америка     | 17                   |
| Північна Америка     | 20                   |
| Азія                 | 23                   |
| Європа (без Італії)  | 35                   |
| Італійці             | 17                   |
| Австралія та Океанія | 4                    |
| ПОМЕРЛИЙ ПАПА        | ФРАНЦИСК (2013—2025) |
| НОВИЙ ПАПА           | ЛЕВ XIV (2025–)      |

## Кардинали-виборники
До участі у конклаві допущено 133 кардинали, вік яких становить менше 80 років. ЗМІ називають конклав найбільш різноманітним за всю історію, адже кардинали-виборники представлятимуть 70 країн світу.
Проблеми зі здоров'ям завадили кардиналам Антоніо Каньїсаресу Льовері з Іспанії та Джону Нджуе з Кенії взяти участь у конклаві, що зменшило кількість учасників до 133. Таким чином, для отримання необхідної більшості у дві третини голосів потрібно 89 голосів. Це найбільша кількість виборців, яка коли-небудь брала участь у конклаві.
З-поміж 133 кардиналів 52 представляють Європу (у тому числі 17 Італію), 23 — Азію, 21 — Центральну та Південну Америку, 17 — Африку, 16 — Північну Америку та 4 — Океанію.
Разом кардинали-виборці представлятимуть 71 країну всіх п’яти континентів, а саме 18 країн Європи, 17 — Азії,  23 — Азію, 17 — Африки, 17 — Америки та 4 — Океанії. Зі 133 кардиналів-виборців, присутніх на конклаві, 5 є кардиналами-єпископами, 108 – кардиналами-священиками та 20 – кардиналами-дияконами; 5 були посвячені в кардинали Папою Іваном Павлом II, 20 – Папою Бенедиктом XVI та 108 – Папою Франциском; 29 працюють на службі Святого Престолу (наприклад, у Римській курії), 79 виконують пастирське служіння за межами Риму, а 26 – на пенсії. Найстаршим кардиналом-виборцем, який має право на участь, є Карлос Осоро Сьєрра, якому 79 років, а наймолодшим – Микола Бичок, якому 45 років. Ще 116 кардиналів не мають права брати участь у конклаві через свій вік.  З-поміж кардиналів-електів є 33 особи, що належать до 17 чернечих орденів. Зокрема: 5 – до Ордену Салезіанців, 4 – до Братів Менших (францисканців), 4 – єзуїтів, 3 – францисканців конвентуальних, 2 – домініканців, 2 – лазаристів, 2 – редемптористи (серед них і українець кардинал Микола Бичок); 2 – вербісти, по 1 кардиналу-електу будуть представлені 9 орденів – августинці, капуцини, кармеліти, цистерціанці, Світського Інституту Пія Х, Інституту Місіонерів Консолатів, Місіонерів Святого Серця Христового, скалабрініанців і спірітуалістів.
Кардинал Джованні Анджело Беччу, який не досяг віку 80-ти років, не бере участь у конклаві: 2022 року він був засуджений до п'яти з половиною років позбавлення волі за звинуваченнями у фінансових зловживаннях.

## Конклав
Конклав розпочався 7 травня. О 10:00 за місцевим часом у соборі Святого Петра за участі кардиналів-виборників декан Колегії кардиналів Джованні Баттіста Ре провів урочисту службу, яка ознаменувала початок виборів Папи Римського. За підсумками першого дня конклаву кардинали не досягли консенсусу щодо кандидатури нового Папи.
Конклав продовжився наступного дня. Ранкове голосування знову не завершилося обранням понтифіка, а вже після пообідньої сесії з димаря Сікстинської капели знов пішов білий дим, що засвідчило обрання нового Папи. На підтвердження завершення конклаву дзвони собору Святого Петра забили в набат.
Новим 267-м Папою Римським був обраний американський кардинал Роберт Френсіс Прево, який взяв собі ім'я Лев XIV.